# Parco nazionale Kejimkujik
Il parco nazionale Kejimkujik (in inglese Kejimkujik National Park) è un parco nazionale situato in Nuova Scozia, in Canada.